# ...And He Told Us to Turn to the Sun
| Recensione          | Giudizio |
| ------------------- | -------- |
| AllMusic            |          |
| Storia della musica |          |
| Sentireascoltare    |          |

...And He Told Us to Turn to the Sun è il terzo album in studio della band italian Father Murphy, pubblicato nel 2008 dalla Boring Machines.

## Tracce
1. We Were Colonists – 2:42
2. I Sob, No More Rage – 3:18
3. Go Sinister – 3:46
4. I Ran Out of Fuel and a Viper Just Bit Me – 3:04
5. So Now You Have to Choose Between My Two (Black) Lungs – 2:08
6. Never Forget You Have a Choice – 2:19
7. Hide Yourself in the Woods – 3:35
8. At That Time I Guess We Misunderstood – 3:28
9. In Their Graves – 10:32